# Raoued
Raoued o Raouad (àrab: راود, Rāwad) és una ciutat de Tunísia a la governació d'Ariana, situada uns 5 km al nord d'Ariana i uns 15 km al nord-est de Tunis. La ciutat té 10.145 habitants, però els diversos nuclis de la municipalitat apugen la quantitat fins a 53.911 habitants (inclou Jaafer, Enkhilet, El Medina El Fadhila, El Ghazala i Sidi Amor Bou Khlioua). És capçalera d'una delegació amb 46.850 habitants el 2004.

## Geografia
El territori de la delegació rodeja pel nord la sabkhat d'Ariana, però sense tocar-la, ja que una franja d'uns dos km a tot l'entorn correspon a la delegació de Soukra. Al nord de la sabkhat arriba a la costa on disposa d'una platja d'uns quants km. fins a Gammarth (al sud).

## Administració
És el centre de la delegació o mutamadiyya homònima, amb codi geogràfic 12 53 (ISO 3166-2:TN-12), dividida en set sectors o imades:
- Jaafer (12 53 51)
- Enkhilet (12 53 52)
- El Medina El Fadhila (12 53 53)
- El Ghazala (12 53 54)
- Raoued (12 53 55)
- Bourj Ettouil (12 53 56)
- Sidi Amor Bou Khtioua (12 53 57)

Al mateix temps, forma una municipalitat o baladiyya (codi geogràfic 12 13) que s'estén pels set sectors o imades de la delegació o mutamadiyya, dividida en dues circumscripcions o dàïres:
- Raoued (12 13 11)
- Cité Elgazala (12 13 12)